# Octobri mense
Octobri mense (en español, En el mes de octubre) es la cuadragésima primera encíclica de León XIII, fue publicada el 22 de septiembre de 1891, y es la cuarta encíclica en la que exhorta a la práctica del rezo del rezo del rosario.

## Antecedentes
A lo largo de sus pontificado León XIII publicó diez encíclicas en las que, por distintos motivos, exhorta al rezo del santo rosario, ya en la encíclica que escribió tal su elevación, Inscrutabili Dei consilio, del 21 de abril de 1878, hablaba de Santa María  como la Inmaculada Reina de los cielos, pero fue en 1883, el 1 de septiembre, cuando escribió la primera dedicada al rosario, Supremi apostolatus con ella se inicia serie de  encíclicas en que recomienda el rezo del rosario, prácticamente todas ellas las escribe en octubre, y en ellas dispone especiales indulgencias para los fieles que durante ese mes acudan a rezar el rosario en las celebraciones que se tendrán durante ese mes en la parroquias e iglesias principales de las poblaciones. El incipit de este encíclica, Octobri mense, se refiere ya al rezo del rosario en este mes.

## Contenido de la encíclica
Octobri mense se adventante, qui sacer Virgini beatissimae a Rosario dicatusque habetur, gratissima Nobis recordatione succurrit, quantopere hoc vobis, Venerabiles Fratres, superioribus annis commendaverimus, ut fidelium ubique greges, auctoritate sollertiâque vestra excitati, pietatem intenderent et augerent suam erga magnam Dei Matrem, potentem christiani populi adiutricem, ad eam toto ipso mense adirent suppliciter, eamque invocarent sanctissimo Rosarii ritu
Al llegar el mes de octubre, que está consagrado y dedicado a la Santísima Virgen del Rosario, gratísimamente recordamos con cuánto empeño os hemos encomendado, Venerables Hermanos, en años interiores, que excitaseis en todas partes con vuestra autoridad y prudencia al rebaño de los fieles para que ejercitasen y aumentasen su piedad hacia la gran Madre de Dios, poderosa auxiliadora del pueblo cristiano, acudiesen a ella suplicantes y la invocasen por medio de la devoción del Santísimo Rosari

El auxilio de María es el recurso que recomienda el papa ante la triste situación que contempla, tantos hombres caídos en el error y la enemistad de Dios, otros indiferentes a cualquier forma de religión, e incluso católicos que lo son solo de nombre, pues no dan culto a Dios ni cumplen con los deberes de la religión.
Unas circunstancias que hacen especialmente necesario acudir a la oración, el mismo Jesús dio ejemplo de oración en toda su vida, muy particularmente en Getsemaní ante la inminencia de la Pasión. Nacido Jesús de María

se puede afirmar que de aquel grandísimo tesoro de todas gracias que trajo el Señor, puesto que la gracia y la verdad por Jesucristo fue hecha[vi], nada se absolutamente nada se nos concede, según la voluntad de Dios, sino por María; de suerte que a la manera que nadie puede llegar al Padre sino por el Hijo, casi del mismo modo nadie puede llegar a Cristo sino por la Madre.

Cristo encomendó a su Madre, en la persona del apostól Juan, a toda la humanidad, así lo entendieron los apóstoles y se vivió en la primitiva Iglesia y lo transmitieron los Padres de la Iglesia a toda la cristiandad. En la tempestad que atraviesa la Iglesia todo los buenos cristianos siente la necesidad de redoblar su petición y acudir a l intercesión de María. Refiriéndose al Rosario, recuerda el papa que 

esta oración fundada y propagada por el ínclito Patriarca Domingo, por inspiración e impulso de la Señora, como bélico instrumento y muy poderoso para dominar a los enemigos de la fe en un período muy contrario al nombre católico y muy semejante a éste que estamos atravesando. Pues la secta de los herejes albigenses, ya clandestina, ya manifiesta, había invadido muchas regiones; la infecta generación de los maniqueos, cuyos crueles errores reproducía, dirigía contra la Iglesia sus violencias y un odio extremado. Apenas podía ya confiarse en el apoyo de los hombres contra tal perniciosa e insolente turba, hasta que vino Dios con el auxilio oportuno, con la ayuda del Rosario de María.

El papa exhorta a acudir a esa oración, y acompañarla de penitencia. Han de cuidar además la caridad, sintiendo como propios los sufrimientos espirituales y de los demás. Manifiesta su deseo, y su esperanza, de que principalmente en el mes de octubre se congreguen alrededor de los altares de Nuestra Señora, participando en el rezo del Rosario, para lo que mantiene y confirma las prescripciones e indulgencias acordados precedentemente con este motivo.